# Институт социологии РАН
Институт социологии РАН (прежнее название — «Институт конкретных социальных исследований Академии наук СССР») — научно-исследовательское учреждение Российской академии наук. Основная цель Института — выполнение фундаментальных научных исследований и прикладных разработок в области социологии.
В июле 2017 года Институт реорганизован путём присоединения к нему Социологического института РАН, в результате создан Федеральный научно-исследовательский социологический Центр Российской академии наук (ФНИСЦ РАН). Институт социологии РАН — обособленное подразделение ФНИСЦ РАН. В декабре 2019 года в состав ФНИСЦ РАН вошли Институт социально-политических исследований РАН (ИСПИ РАН) и Институт социально-экономических проблем народонаселения (ИСЭПН РАН).
На базе ИС РАН функционирует социологический факультет Государственного академического университета гуманитарных наук.

## История

### ИКСИ АН СССР
На основании письма АН СССР от 26 октября 1967 года, подписанного президентом АН СССР М. В. Келдышем, 22 мая 1968 года Политбюро ЦК КПСС издало секретное Постановление «Об организации Института конкретных социальных исследований Академии наук СССР», подписанное Л. И. Брежневым. В постановлении принято решение создать новый институт на базе отдела конкретных социологических исследований Института философии АН СССР.
В декабре 1968 года Секретариатом ЦК КПСС были утверждены направления работы Института конкретных социальных исследований.
Н. И. Лапин свидетельствовал: «В 1966 году Осипов предложил мне перейти к нему в сектор новых форм труда и быта в Институте философии АН СССР… Мы сумели за год-полтора превратить сектор в отдел конкретных социологических исследований… Как только мы выделились, то совершенно чётко и практически встала задача трансформировать отдел в самостоятельный институт. Хотелось назвать его Институтом социологии, но это было абсолютно невозможно. И в ЦК, и в Отделении философии и права АН СССР категорически были против».

### ИСИ АН СССР
В 1972 году учреждение было переименовано в Институт социологических исследований (ИСИ) АН СССР.

### Институт социологии
В 1988 году Решением ЦК КПСС и Президиума АН СССР ИСИ был преобразован в Институт социологии АН СССР с задачей изучения «фундаментальных проблем советского общества». Директором-организатором ИС был назначен В. А. Ядов. В 1989 году на базе социологического отдела Института социально-экономических проблем АН СССР был создан Ленинградский (Санкт-Петербургский) филиал Института социологии, в 2000 году преобразованный в Социологический институт РАН. В 1991 году после распада СССР на базе отдела исследовательской программы Г. В. Осипова создан Институт социально-политических исследований РАН, директором которого тот и был назначен.
В 2005 году Институт был реорганизован путём его слияния с Институтом комплексных социальных исследований и Институтом сравнительной политологии в научную организацию РАН — Институт социологии Российской академии наук — для концентрации и объединения научного потенциала на решение фундаментальных проблем в области общественных наук.
С 2010 года учреждение издаёт научный электронный журнал «Вестник Института социологии».

### Федеральный научно-исследовательский социологический центр Российской академии наук
Федеральный научно-исследовательский социологический центр Российской академии наук создан на базе ведущих социологических институтов Российской академии наук в 2017 году.
Центр проводит фундаментальные и прикладные исследования по приоритетным направлениям социальных наук, используя междисциплинарный, многоаспектный и контекстуальный подходы в изучении состояния и динамики развития современного общества. Директор Центра — член-корреспондент РАН М. Ф. Черныш; научный руководитель — академик РАН М. К. Горшков).
Цель создания ФНИСЦ РАН заключается в консолидации квалификационных, материальных, информационных и символических ресурсов, которыми в настоящее время обладают социологически ориентированные институты РАН, для решения масштабных научных задач и выведения результатов проводимых исследований на мировой уровень.

### Структура ФНИСЦ РАН
- Институт социологии Российской академии наук — структурное подразделение Федерального государственного бюджетного учреждения науки Федерального научно-исследовательского социологического центра Российской академии наук (директор — академик РАН Горшков Михаил Константинович)

- Институт демографических исследований Российской академии наук — обособленное подразделение Федерального государственного бюджетного учреждения науки Федерального научно-исследовательского социологического центра Российской академии наук (директор — член-корреспондент РАН Рязанцев Сергей Васильевич)
- Институт социально-политических исследований Российской академии наук — обособленное подразделение Федерального государственного бюджетного учреждения науки Федерального научно-исследовательского социологического центра Российской академии наук (директор — доктор социологических наук, профессор Левашов Виктор Константинович)
- Институт социально-экономических проблем народонаселения Российской академии наук — обособленное подразделение Федерального государственного бюджетного учреждения науки Федерального научно-исследовательского социологического центра Российской академии наук (директор — член-корреспондент РАН, доктор социологических наук, профессор Локосов Вячеслав Вениаминович)
- Социологический институт РАН — филиал Федерального государственного бюджетного учреждения науки Федерального научно-исследовательского социологического центра Российской академии наук (директор — доктор философских наук, профессор Козловский Владимир Вячеславович)
- Приволжский филиал Федерального государственного бюджетного учреждения науки Федерального научно-исследовательского социологического центра Российской академии наук (директор — доктор исторических наук, профессор Устинкин Сергей Васильевич)
- Западно-сибирский филиал Федерального государственного бюджетного учреждения науки Федерального научно-исследовательского социологического центра Российской академии наук (директор — доктор социологических наук, профессор Мехришвили Ламара Ленгизовна)
- Южно-Российский филиал Федерального государственного бюджетного учреждения науки Федерального научно-исследовательского социологического центра Российской академии наук (директор — кандидат социологических наук, доцент Бинеева Наталья Камильевна)
- Крымский филиал Федерального государственного бюджетного учреждения науки Федерального научно-исследовательского социологического центра Российской академии наук (директор — доктор политических наук, профессор Узунов Владимир Владимирович)

## Руководители
- акад. А. М. Румянцев (1968—1971)
- член-корр. РАН Н. И. Лапин (1971—1972, и. о.)
- член-корр. РАН М. Н. Руткевич (1972—1976)
- член-корр. АН СССР Т. В. Рябушкин (1976—1983)
- член-корр. РАН В. Н. Иванов (1983—1988)
- д.филос.н. В. А. Ядов (1988—2000)
- д.и.н. Л. М. Дробижева (2000—2005)
- акад. М. К. Горшков (2005—наст.вр.)

В 2017 году Институт социологии РАН был реорганизован в Федеральный научно-исследовательский социологический центр
- акад. М.К. Горшков (2017—2020)
- член-корр. РАН М. Ф. Черныш (2020—наст.вр.)

## Конференции, семинары
В ФНИСЦ РАН регулярно проводятся различные конференции, семинары, в том числе и в формате чтений.
- «Харчевские чтения» проводятся в память о первом редакторе журнала «Социологические исследования» Анатолии Георгиевиче Харчеве с 1999 года.
- «Дридзевские чтения» организованы в память о Тамаре Моисеевне Дридзе, проводятся ежегодно начиная с 2001 года.
- Методологический семинар («Батыгинские чтения») посвящён памяти Геннадия Семёновича Батыгина — создателя и первого главного редактора «Социологического журнала».
- «Давыдовские чтения» проводятся в память о Юрии Николаевиче Давыдове.
- Ядовский семинар — постоянно действующий теоретико-методологический семинар, посвященный памяти Владимира Александровича Ядова, направлен на профессиональное обсуждение вопросов теоретико-методологического характера.
- Чтения памяти В.Б.Голофаста проводятся в память о Валерии Борисовиче Голофасте с 2007 года.
- «Римашевские чтения» проводятся в память о член‑корреспонденте РАН, основателе и первом директоре ИСЭПН РАН Наталии Михайловне Римашевской с 2018 года.
- Чтения памяти В.Т. Лисовского посвящены памяти члена-корреспондента Российской академии образования, доктора философских наук, профессора, заслуженного деятеля науки Российской Федерации Владимира Тимофеевича Лисовского.
- Ежегодная конференция ФНИСЦ РАН «Социальные реалии современной России». На конференции подводятся итоги научных исследований предыдущего года. Материалы конференции публикуются в Ежегоднике ФНИСЦ РАН.

## Научные журналы
Федеральный научно-исследовательский социологический центр РАН является членом Ассоциации научных редакторов и издателей (АНРИ) и соучредителем следующих научных журналов:
- Журналы в списках WOS и Scopus
  - Социологические исследования
  - Полис. Политические исследования
  - Социологический журнал
- Журналы в списке RSCI на платформе Web of Science
  - Вестник Института социологии
  - Журнал социологии и социальной антропологии
  - Народонаселение
  - Социологическая наука и социальная практика
  - Социология 4М
- Журналы в перечне ВАК
  - Гуманитарий Юга России
  - Известия вузов. Социология. Экономика. Политика
  - ИНТЕР
  - Наука. Культура. Общество
  - Управление наукой: теория и практика
  - ДЕМИС. Демографические исследования
- Другие периодические издания
  - Учёные записки
  - Ежегодник «Россия реформирующаяся»
  - Петербургская социология сегодня
  - Власть и элиты
  - Межстрановые исследования. БРИКС
  - Россия и Китай
  - Российское общество и вызовы времени
  - Демография. Социология. Экономика
  - Мониторинг доходов и уровня жизни населения России
  - Как живешь, Россия? Социологический мониторинг
  - Информационно-аналитические бюллетени
  - Дайджест портала

## Факультет социологии
На базе Института социологии РАН действует факультет социологии Государственного академического университета гуманитарных наук (ГАУГН). На факультет принимают около 20 человек в год. Преподавательский состав в основном пополняется сотрудниками Института социологии. Декан факультета — Михаил Фёдорович Черныш. До 2015 года почётным деканом был Владимир Александрович Ядов.